# Das Alibi und andere Geschichten
Das Alibi und andere Geschichten (frz.: L’ Alibi) ist ein Kurzgeschichten-Album der Comicserie Lucky Luke. Es wurde von Morris gezeichnet und von Claude Guylouis getextet.

## Inhalt
- Das Alibi: Lucky Luke soll einer reichen Stieftochter den wilden Westen vorstellen. Schließlich wäre sie beinahe von ihrem eigenen Vater ermordet worden, der Anteile ihrer Erbschaft beanspruchte. Mit dem Engagement des berühmten Lucky Luke erhoffte er sich ein Alibi, was ihm jedoch misslingt.
- Athletic City: Der schwächliche Bubi aus Indigo wird mit seinen selbsterfundenen Trainingsgeräten ein muskulöser Sportsmann. Letztlich wird er der Erfinder des modernen Body-Building.
- Olé Daltonitos: Die Daltons versuchen nach Mexiko zu flüchten. Nach einem Überfall auf eine Torero-Gruppe werden sie selbst für Toreros gehalten und in die Stierkampfarena gezwungen. Nach einigen skurrilen Aktionen gibt der Stier entnervt auf. Der Jubel über die siegreichen Toreros verfliegt schnell, als Lucky Luke die wirklichen Toreros präsentiert.
- Ein Pferd verschwindet: Lucky Lukes Pferd, Jolly Jumper, wurde entführt. Da die Lösegeldforderung Schreibfehler enthält, kann der Schreiber Julius Greg ausfindig gemacht werden. Schnell können die Auftraggeber, die Daltons, gefasst werden.

## Veröffentlichung
Die Geschichten erschienen erstmals 1987 in der Wochenzeitung La Vie und dann als Album bei Dargaud. In Deutschland erschien das Album 1988 beim Delta Verlag mit der Nummer 55.
Die Geschichte Das Alibi wurde 1991 für die Lucky Luke-Zeichentrickserie verfilmt.